# Shelby (Nebraska)
Shelby é uma vila localizada no estado americano de Nebraska, no Condado de Polk.

## Demografia
Segundo o censo americano de 2000, a sua população era de 690 habitantes.
Em 2006, foi estimada uma população de 640, um decréscimo de 50 (-7.2%).

## Geografia
De acordo com o United States Census Bureau, a localidade tem uma área de 1,4 km², sem área coberta por água. Shelby localiza-se a aproximadamente 500 m acima do nível do mar.

## Localidades na vizinhança
O diagrama seguinte representa as localidades num raio de 20 km ao redor de Shelby.